# Geumsan-eup
Geumsan-eup (koreanska: 금산읍) är en köping i kommunen Geumsan-gun i provinsen Södra Chungcheong i Sydkorea, 180 km söder om huvudstaden Seoul. Det är kommunens största ort och dess administrativa huvudort.